# کفش‌فروشی

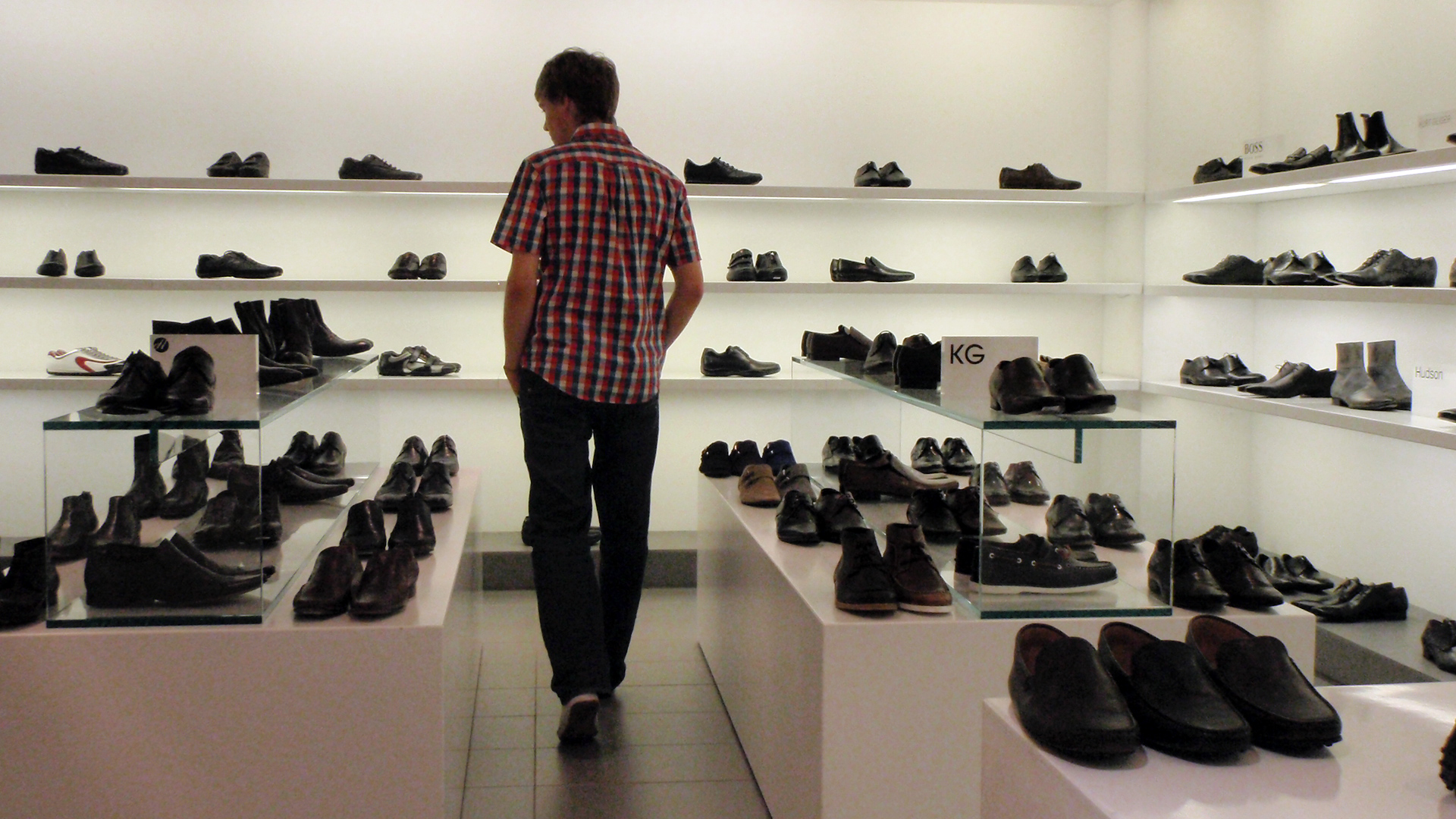
کفش‌های مردانه به نمایش گذاشته شده در یک فروشگاه.

کفش‌فروشی یا مغازه کفش نوعی خرده فروشی است که در فروش کفش تخصص دارد. در این فروشگاه‌ها محصولاتی نظیر دمپایی، کفش ورزشی، چکمه و کفش و همچنین لوازم جانبی کفش، از جمله کفی، بند و مخروط کفش بفروش می‌رسد. همچنین در کنار این کالاها ممکن است کوله‌پشتی، جوراب، کیف دستی، پاشنه‌کش، واکس و حتی عینک آفتابی نیز عرضه شود.